# Измайловский
Изма́йловский — посёлок в Кизильском районе Челябинской области России. Административный центр Измайловского сельского поселения.

## История
Поселок основан в 1842 году, как военное поселение Пост. № 19 Новолинейного укреплённого района.
Впоследствии получил название Измаильская в память о штурме крепости Измаил русскими воинами под командованием А. В. Суворова во время Русско-турецкой войны 1787—1791 гг.
В 1843 году заселён калмыками (89 чел.), белопахотными солдатами и малолетками (211 чел.).
К концу 1880-х годов имелись часовня, школа, 3 водяные мельницы.
В 1918 году в Измайловском была установлена советская власть, в 1919 году создан сельский совет, селение стали обозначать: Измайлова.
В 1923 году жители организовали сельскохозяйственную коммуну, а в 1930 году на её базе был организован колхоз «Луч коммуны». К 1926 году в поселке действовали лавка, потребительский кооператив.
После 1946 года называлась Измайловкой, а 1953 года — Измайловским.

## География
Через посёлок протекает река Большая Караганка. Расстояние до районного центра села Кизильского 38 км.

## Население
| 2002 | 2010  |
| ---- | ----- |
| 1318 | ↘1221 |

По данным Всероссийской переписи, в 2010 году численность населения посёлка составляла 1221 человек (559 мужчин и 662 женщины).
Проживают русские, башкиры.

## Улицы
Уличная сеть посёлка состоит из 13 улиц и 3 переулков.